# Idrottsföreningen Kamraterna Skövde Handbolls Klubb
L'IFK Skövde HK è una squadra di pallamano maschile svedese con sede a Skövde.
La squadra nacque il 23 settembre 1907, ma nel 1991 quella che era una polisportiva si divise ufficialmente, così le sezioni dei vari sport (calcio, pallamano, atletica e sci) divennero indipendenti tra loro.
L'IFK Skövde ha vinto il suo primo titolo europeo nel 2003-2004 con la conquista della EHF Challenge Cup ai danni dei francesi del Dunkerque. La squadra è stata vicecampione di Svezia nel 2004-2005 (quando perse 27-26 la finale contro il Sävehof) e nel 2006-2007 (quando perse 34-22 contro l'Hammarby).